# 瀬戸川用水
瀬戸川用水（せとがわようすい）は、岐阜県飛騨市（旧吉城郡古川町）を流れる用水。瀬戸川とも呼ばれている。
岐阜県内では、本巣市の席田用水とともに「疏水百選」に選定されている。

## 地理
増島城址に近い、岐阜県飛騨市古川町壱之町と同市古川町殿町との境付近で荒城川から分流し、同市古川町沼町にて宮川に合流する。
瀬戸川用水沿いには、白壁の土蔵や寺社の石垣など、かつての城下町の佇まいを残しており、飛騨古川の観光地となっている。かつては清流であり、イワナも生息していたという。昭和30年代までは住民の飲料水、生活用水、農業用水として使われ、現在では防火用水や流雪溝などに利用されている。
1968年（昭和43年）にゴミ投棄を減らす目的でコイが放流された。コイの越冬のために別の場所に移しかえられる“コイの引越し”は、風物詩となっている。

## 沿革
安土桃山時代、福全寺住職の快存上人の進言により、飛騨高山藩主・金森可重が増島城の濠を延長し、開田のための用水としたものである。築かれた当時は「堀川」と名づけられたが、堀川の工事の世話人である瀬戸屋源兵衛に由来する「瀬戸川」に名称が変わった。
- 1585年（天正13年）：増島城主・金森可重の命令で堀川（後の瀬戸川用水）が築かれる。
- 1968年（昭和43年）：地域美化運動の一環で、瀬戸川用水の清掃活動が始まる。
- 1986年（昭和61年）：「岐阜県の名水50選」に選定される。
- 2006年（平成18年）：「疏水百選」に選定される。

## アクセス
- 東海旅客鉄道（JR東海）高山本線の飛騨古川駅から徒歩5分

## 流域の自治体
- 岐阜県飛騨市